# Dadince
Dadince je naselje u općini Vlasotince, Jablanički upravni okrug, Srbija. Prema popisu iz 2022. godine u Dadincu je živjelo 98 stanovnika. Iz Dadinca je podrijetlom Dragiša Cvetković, političar i premijer Kraljevine Jugoslavije.